# Shamim Bangi
Shamim Bangi (Kampala, 6 luglio 1993) è una giocatrice di badminton ugandese.

## Palmarès
- Campionati africani

Addis Ababa 2012: bronzo nel doppio femminile